# Niccolò Canepa
Niccolò Canepa (Genova, 1988. május 14. –) olasz motorversenyző, a gyári Yamaha csapatának versenyzője.

## Pályafutása
Niccolò Canepa 1988-ben született Genovában, Olaszországban. Pályafutása kezdeti során az olasz Superstock 600-as bajnokságban és a Superstock 600 UEM Európa-bajnokságon vett részt, ahol 2006-ban második lett. Első komolyabb eredménye a 2007-es Superstock-világbajnokság megnyerése egy Ducati volánjánál. 2008-as szezon második felében három szabadkártyás beugrást kapott a Superbike-világbajnokságon, a legjobb eredménye a cseh versenyen volt, ahol a második sorba sikerült kvalifikálnia magát. Emellett pedig gyártók MotoGP és Superbike-motorjait tesztelte. 
A MotoGP teljes 2009-es évadában versenyzett, a Pramac Racing Ducatiján kevás sikerrel. 2010-re visszalépett a Moto2-be, azonban egyetlen pontot sem sikerült szereznie. 2011-ben visszatért a Superstock 1000 FIM-kupába, majd 2012-ben a Superbike-világbajnokságon volt ott, 2013-ban pedig a Superstock 1000-ben, és második lett Sylvain Barrier mögött.
2016-ban az egyre több figyelmet kapó motoros Hosszútávú-világbajnokságba igazolt (FIM EWC) a Yamaha által felkészített GMT94-es kódjelű motorra.  
2017-ben megnyerte a szériát, ezzel pedig a történelemben az első olasz lett, aki ezt elérte. Eredményeinek köszönhetően a gyári Yamaha igazolta le hivatalos tesztversenyzőnek. A Superbike-világbajnokságon Alex Lowes-t segítette és edzette. 
2019-re az első idényét kezdő, új Energica Ego Corsa elektromos motorokkal szereplő MotoE-be szerződött.

## Eredményei

### Statisztikái

#### MotoGP
| Év       | Géposztály | Motor      | Csapat               | Verseny | Győzelem | Dobogó | Pole | LK | Pont  | Helyezés |
| -------- | ---------- | ---------- | -------------------- | ------- | -------- | ------ | ---- | -- | ----- | -------- |
| 2009     | MotoGP     | Ducati     | Pramac Racing        | 14      | 0        | 0      | 0    | 0  | 38    | 16.      |
| 2010     | Moto2      | Scot Force | RSM Team Scot        | 11      | 0        | 0      | 0    | 0  | 0     | HN       |
| 2010     | Moto2      | Suter      | RSM Team Scot        | 11      | 0        | 0      | 0    | 0  | 0     | HN       |
| 2010     | Moto2      | Bimota     | M Racing             | 11      | 0        | 0      | 0    | 0  | 0     | HN       |
| 2019     | MotoE      | Energica   | LCR E-Team           | 6       | 0        | 0      | 0    | 0  | 46    | 9.       |
| 2020     | MotoE      | Energica   | LCR E-Team           | 7       | 0        | 0      | 0    | 0  | 51    | 9.       |
| 2022     | MotoE      | Energica   | WithU RNF MotoE Team | 12      | 0        | 1      | 0    | 0  | 94,5  | 7.       |
| Összesen | Összesen   | Összesen   | Összesen             | 50      | 0        | 1      | 0    | 0  | 229,5 |          |

#### Superbike-világbajnokság
| Szezon   | Motor                | Csapat                    | Verseny | Győzelem | Dobogó | Pole | LK | Pont  | Helyezés |
| -------- | -------------------- | ------------------------- | ------- | -------- | ------ | ---- | -- | ----- | -------- |
| 2008     | Ducati 1098          | Ducati Xerox              | 2       | 0        | 0      | 0    | 0  | 3     | 32.      |
| 2012     | Ducati 1098          | Red Devils Roma           | 19      | 0        | 0      | 0    | 0  | 42,5  | 20.      |
| 2013     | Ducati 1199 Panigale | Ducati Alstare            | 4       | 0        | 0      | 0    | 0  | 12    | 24.      |
| 2014     | Ducati 1199 Panigale | Ducati Alstare            | 24      | 0        | 0      | 0    | 0  | 73    | 13.      |
| 2015     | EBR Kawasaki ZX-10R  | Ducati Alstare            | 10      | 0        | 0      | 0    | 0  | 3     | 26.      |
| 2016     | Yamaha YZF-R1        | Pata Yamaha WorldSBK Team | 4       | 0        | 0      | 0    | 0  | 30    | 19.      |
| 2018     | Yamaha YZF-R1        | Yamaha Motor Europe       | 4       | 0        | 0      | 0    | 0  | 7     | 22.      |
| Összesen | Összesen             | Összesen                  | 79      | 0        | 0      | 0    | 0  | 222,5 |          |

#### FIM Endurance World Championship (EWC)
| Szezon  | Motor  | Csapat        | Verseny | Győzelem | Dobogó | Pole | Helyezés |
| ------- | ------ | ------------- | ------- | -------- | ------ | ---- | -------- |
| 2016    | Yamaha | GMT94 Yamaha  | 4       | 2        | 1      | 1    | 5.       |
| 2016–17 | Yamaha | GMT94 Yamaha  | 5       | 4        | 1      | 2    | 1.       |
| 2017–18 | Yamaha | GMT94 Yamaha  | 5       | 1        | 2      | 1    | 2.       |
| 2018–19 | Yamaha | YART – Yamaha | 5       | 1        | 1      | 1    | 4.       |
| 2019–20 | Yamaha | YART – Yamaha | 4       | 2        | 0      | 0    | 2.       |
| 2021    | Yamaha | YART – Yamaha | 4       | 0        | 1      | 3    | 6.       |
| 2022    | Yamaha | YART – Yamaha | 4       | 0        | 1      | 2    | 6.       |

### Teljes Supersport-világbajnokság eredménylistája
(Táblázat értelmezése)

(Félkövér: pole-pozícióból indult; dőlt: leggyorsabb kört futott) 

| Év   | Motor    | 1   | 2   | 3   | 4   | 5   | 6   | 7   | 8   | 9   | 10     | 11     | 12     | Helyezés | Pont |
| ---- | -------- | --- | --- | --- | --- | --- | --- | --- | --- | --- | ------ | ------ | ------ | -------- | ---- |
| 2005 | Kawasaki | QAT | AUS | ESP | ITA | EUR | SMR | CZE | GBR | NED | GER 16 | ITA 15 | FRA Ki | 41.      | 1    |

### Teljes Superbike-világbajnokság eredménylistája
(Táblázat értelmezése)

(Félkövér: pole-pozícióból indult; dőlt: leggyorsabb kört futott) 

| Év   | Motor    | 1      | 1      | 2      | 2      | 3      | 3       | 4      | 4      | 5      | 5      | 6      | 6      | 7      | 7      | 8      | 8      | 9      | 9      | 10     | 10     | 11     | 11     | 12     | 12     | 13     | 13    | 14  | 14  | Helyezés | Pont |
| Év   | Motor    | V1     | V2     | V1     | V2     | V1     | V2      | V1     | V2     | V1     | V2     | V1     | V2     | V1     | V2     | V1     | V2     | V1     | V2     | V1     | V2     | V1     | V2     | V1     | V2     | V1     | V2    | V1  | V2  | Helyezés | Pont |
| ---- | -------- | ------ | ------ | ------ | ------ | ------ | ------- | ------ | ------ | ------ | ------ | ------ | ------ | ------ | ------ | ------ | ------ | ------ | ------ | ------ | ------ | ------ | ------ | ------ | ------ | ------ | ----- | --- | --- | -------- | ---- |
| 2008 | Ducati   | QAT    | QAT    | AUS    | AUS    | SPA    | SPA     | NED    | NED    | ITA    | ITA    | USA    | USA    | GER    | GER    | SMR    | SMR    | CZE 13 | CZE Ki | GBR    | GBR    | EUR    | EUR    | ITA    | ITA    | FRA    | FRA   | POR | POR | 32.      | 2    |
| 2012 | Ducati   | AUS 20 | AUS 10 | ITA 10 | ITA Ki | NED 8  | NED Ret | ITA C  | ITA 17 | EUR 19 | EUR 11 | USA Ki | USA Ki | SMR 18 | SMR 13 | SPA 11 | SPA 17 | CZE    | CZE    | GBR Ki | GBR 15 | RUS 7  | RUS Ki | GER Ni | GER Ni | POR    | POR   | FRA | FRA | 20.      | 42,5 |
| 2013 | Ducati   | AUS    | AUS    | SPA    | SPA    | NED    | NED     | ITA    | ITA    | GBR 13 | GBR 8  | POR    | POR    | ITA    | ITA    | RUS    | RUS    | GBR    | GBR    | GER    | GER    | TUR    | TUR    | USA Ki | USA 15 | FRA    | FRA   | SPA | SPA | 24.      | 12   |
| 2014 | Ducati   | AUS 10 | AUS 11 | SPA Ki | SPA 11 | NED 10 | NED 10  | ITA Ki | ITA Ki | GBR 11 | GBR 11 | MAL Ki | MAL 15 | SMR 12 | SMR 16 | POR 13 | POR 18 | USA 11 | USA Ki | SPA 14 | SPA 15 | FRA 11 | FRA 10 | QAT 12 | QAT 12 |        |       |     |     | 13.      | 73   |
| 2015 | EBR      | AUS Ki | AUS Ni | THA Ki | THA Ni | SPA 15 | SPA 18  | NED 15 | NED Ki |        |        |        |        |        |        |        |        |        |        |        |        |        |        |        |        |        |       |     |     | 16.      | 55   |
| 2015 | Kawasaki |        |        |        |        |        |         |        |        | ITA Ni | ITA Ni | GBR 15 | GBR Ki | POR 17 | POR 17 |        |        |        |        |        |        |        |        |        |        |        |       |     |     | 16.      | 55   |
| 2015 | Ducati   |        |        |        |        |        |         |        |        |        |        |        |        |        |        | SMR Ki | SMR 12 | USA Ki | USA 8  | MAL 9  | MAL 11 | SPA 17 | SPA 11 | FRA 10 | FRA 7  | QAT Ki | QAT 8 |     |     | 16.      | 55   |
| 2016 | Yamaha   | AUS    | AUS    | THA    | THA    | SPA    | SPA     | NED    | NED    | ITA    | ITA    | MAL    | MAL    | GBR    | GBR    | ITA 7  | ITA 9  | USA 10 | USA 8  | GER    | GER    | FRA    | FRA    | SPA    | SPA    | QAT    | QAT   |     |     | 19.      | 30   |
| 2018 | Yamaha   | AUS    | AUS    | THA    | THA    | SPA    | SPA     | NED    | NED    | ITA    | ITA    | GBR 20 | GBR 18 | CZE    | CZE    | USA    | USA    | ITA 12 | ITA 13 | POR    | POR    | FRA    | FRA    | ARG    | ARG    | QAT    | QAT   |     |     | 22.      | 7    |

### Teljes MotoGP-eredménylistája
(Táblázat értelmezése)

(Félkövér: pole-pozícióból indult; dőlt: leggyorsabb kört futott) 

| Év   | Géposztály | Motor      | 1       | 2      | 3      | 4      | 5      | 6       | 7      | 8      | 9       | 10      | 11     | 12     | 13     | 14     | 15     | 16  | 17  | Helyezés | Pont |
| ---- | ---------- | ---------- | ------- | ------ | ------ | ------ | ------ | ------- | ------ | ------ | ------- | ------- | ------ | ------ | ------ | ------ | ------ | --- | --- | -------- | ---- |
| 2009 | MotoGP     | Ducati     | QAT 17  | JPN 14 | SPA 16 | FRA 15 | ITA 9  | CAT 16  | NED 14 | USA 12 | GER 12  | GBR 8   | CZE 12 | IND Ki | SMR 13 | POR 13 | AUS Ni | MAL | VAL | 16.      | 38   |
| 2010 | Moto2      | Scot Force | QAT 27  | SPA Ki | FRA 17 | ITA 28 | GBR 16 | NED 24  | CAT Ki | GER 20 |         |         |        |        |        |        |        |     |     | HN       | 0    |
| 2010 | Moto2      | Suter      |         |        |        |        |        |         |        |        | CZE 28  | IND     |        |        |        |        |        |     |     | HN       | 0    |
| 2010 | Moto2      | Bimota     |         |        |        |        |        |         |        |        |         |         | SMR 28 | ARA 26 | JPN    | MAL    | AUS    | POR | VAL | HN       | 0    |
| 2019 | MotoE      | Energica   | GER 12  | AUT 8  | RSM 5  | RSM2 4 | VAL1 6 | VAL2 Ki |        |        |         |         |        |        |        |        |        |     |     | 9.       | 46   |
| 2020 | MotoE      | Energica   | SPA 13  | ANC 5  | RSM 11 | EMI1 6 | EMI2 4 | FRA1 Ki | FRA2 7 |        |         |         |        |        |        |        |        |     |     | 9.       | 51   |
| 2022 | MotoE      | Energica   | SPA1 11 | SPA2 9 | FRA1 8 | FRA2 3 | ITA1 6 | ITA2 6  | NED1 7 | NED2 5 | AUT1 Ki | AUT2 12 | RSM1 6 | RSM2 6 |        |        |        |     |     | 7.       | 94,5 |